# توافقنامه ژنو (۱۹۸۸)
توافقنامه ژنو توافقنامه هایی در مورد حل و فصل وضعیت مربوط به افغانستان بود که در ۱۴ آوریل ۱۹۸۸ در مقر سلزمان ملل متحد در ژنو،  بین افغانستان و پاکستان ، با ایالات متحده و اتحاد جماهیر شوروی به عنوان ضامن امضا شد..
این توافقنامه شامل چندین سند بود: موافقتنامه دوجانبه بین جمهوری اسلامی پاکستان و جمهوری دموکراتیک افغانستان در مورد اصول روابط متقابل، به ویژه در مورد عدم مداخله. اعلامیه ای در مورد تضمین های بین المللی که توسط اتحاد جماهیر شوروی و ایالات متحده امضا شده است. توافقنامه دوجانبه بین پاکستان و افغانستان در مورد بازگشت داوطلبانه پناهندگان افغان . و موافقتنامه روابط متقابل برای حل و فصل اوضاع مربوط به افغانستان که توسط پاکستان و افغانستان امضا شد و شوروی و ایالات متحده شاهد آن بودند.
این قراردادها همچنین حاوی مقرراتی برای جدول زمانی خروج نیروهای شوروی از افغانستان بود. به طور رسمی در ۱۵ مه ۱۹۸۸ آغاز شد و تا ۱۵ فوریه ۱۹۸۹ پایان یافت و بدین ترتیب به اشغال ۹ ساله شوروی و جنگ شوروی-افغانستان پایان داد.
ایالات متحده در دسامبر ۱۹۸۵، با موافقت کاخ سفید، هر چند در انزوا، از توافقی که بسته بود، مبنی بر توقف عرضه تسلیحات به مجاهدین از طریق پاکستان پس از تکمیل خروج شوروی، سرپیچی کرد. میخائیل گورباچف احساس می کرد که به او خیانت شده است، اما اتحاد جماهیر شوروی مصمم به عقب نشینی بود و بنابراین توافقات با "درک" متناقضی مبنی بر ادامه عرضه تسلیحات جایگزین شد.
مقاومت افغانستان یا مجاهدین نه طرف مذاکرات و نه توافق ژنو بودند و از پذیرش مفاد توافقنامه خودداری کردند. در نتیجه، جنگ داخلی پس از اتمام خروج شوروی ادامه یافت. رژیم محمد نجیب الله مورد حمایت شوروی نتوانست حمایت مردمی، قلمرو یا به رسمیت شناختن بین المللی را به دست آورد، اما توانست تا سال ۱۹۹۲ در قدرت بماند، زمانی که فروپاشید و توسط مجاهدین تسخیر شد.